# Dario Smoje
Dario Smoje (n. 19 de septiembre en 1978 en Rijeka) es un futbolista croata. Actualmente juega para el Hrvatski Dragovoljac de la Primera División de Serbia.

## Carrera
En el 2004 firmó un contrato de 5 años con el Gent. El 22 de mayo de 2009 firmó un contrato como defensor central con el Panionios NFC en una transferencia gratuita, donde jugó hasta el 2010

## Clubes
| Club                 | País    | Año         |
| -------------------- | ------- | ----------- |
| Rijeka               | Croacia | 1995 - 1997 |
| AC Milan             | Italia  | 1997-1998   |
| AC Monza             | Italia  | 1998 - 2000 |
| Ternana              | Italia  | 2000 - 2001 |
| Dinamo Zagreb        | Croacia | 2001 - 2003 |
| NK Zagreb            | Croacia | 2003 - 2004 |
| Gent                 | Bélgica | 2004 - 2009 |
| Panionios            | Grecia  | 2009 - 2010 |
| Hrvatski Dragovoljac | Croacia | 2010 -      |